# Diócesis de Jardim
La diócesis de Jardim (en latín: Dioecesis Viridarien(sis) y en portugués: Diocese de Jardim) es una circunscripción eclesiástica latina de la Iglesia católica en Brasil, sufragánea de la arquidiócesis de Campo Grande. La diócesis tiene al obispo João Gilberto de Moura como su ordinario desde el 3 de julio de 2013. 

## Territorio y organización
La diócesis tiene 69 942 km² y extiende su jurisdicción sobre los fieles católicos de rito latino residentes en 12 municipios del estado de Mato Grosso del Sur: Jardim, Guia Lopes da Laguna, Nioaque, Dois Irmãos do Buriti, Aquidauana, Anastácio, Miranda, Bodoquena, Bonito, Porto Murtinho, Bela Vista y Caracol.
La sede de la diócesis se encuentra en la ciudad de Jardim, en donde se halla la Catedral de Nuestra Señora de Fátima.
En 2019 en la diócesis existían 13 parroquias.

## Historia
La diócesis fue erigida el 30 de enero de 1981 con la bula Spiritalibus necessitatibus del papa Juan Pablo II, obteniendo el territorio de la diócesis de Corumbá.

## Estadísticas
De acuerdo al Anuario Pontificio 2020 la diócesis tenía a fines de 2019 un total de 143 100 fieles bautizados.
| Año                                                                             | Población            | Población | Población      | Sacerdotes | Sacerdotes    | Sacerdotes    | Bautizados por sacerdote | Diáconos permanentes | Religiosos | Religiosos | Parroquias |
| Año                                                                             | Bautizados católicos | Total     | % de católicos | Total      | Clero secular | Clero regular | Bautizados por sacerdote | Diáconos permanentes | Varones    | Mujeres    | Parroquias |
| ------------------------------------------------------------------------------- | -------------------- | --------- | -------------- | ---------- | ------------- | ------------- | ------------------------ | -------------------- | ---------- | ---------- | ---------- |
| 1990                                                                            | 174 000              | 179 000   | 97.2           | 15         | 3             | 12            | 11 600                   |                      | 12         | 36         | 13         |
| 1999                                                                            | 194 000              | 202 000   | 96.0           | 14         | 6             | 8             | 13 857                   |                      | 8          | 33         | 13         |
| 2000                                                                            | 196 000              | 204 000   | 96.1           | 13         | 5             | 8             | 15 076                   |                      | 8          | 33         | 13         |
| 2001                                                                            | 190 000              | 250 000   | 76.0           | 15         | 5             | 10            | 12 666                   |                      | 11         | 29         | 13         |
| 2002                                                                            | 200 000              | 300 000   | 66.7           | 12         | 3             | 9             | 16 666                   |                      | 10         | 29         | 13         |
| 2003                                                                            | 220 000              | 330 000   | 66.7           | 12         | 4             | 8             | 18 333                   |                      | 9          | 27         | 13         |
| 2004                                                                            | 240 000              | 330 000   | 72.7           | 13         | 6             | 7             | 18 461                   |                      | 8          | 33         | 13         |
| 2006                                                                            | 250 000              | 365 000   | 68.5           | 14         | 8             | 6             | 17 857                   | 1                    | 7          | 33         | 13         |
| 2013                                                                            | 279 000              | 400 000   | 69.8           | 14         | 6             | 8             | 19 928                   | 1                    | 8          | 13         | 13         |
| 2016                                                                            | 285 000              | 409 800   | 69.5           | 17         | 4             | 13            | 16 764                   |                      | 13         | 10         | 13         |
| 2019                                                                            | 143 100              | 239 156   | 59.8           | 21         | 10            | 11            | 6814                     | 1                    | 11         | 10         | 13         |
| Fuente: Catholic-Hierarchy, que a su vez toma los datos del Anuario Pontificio. |                      |           |                |            |               |               |                          |                      |            |            |            |

## Episcopologio
- Onofre Cândido Rosa, S.D.B. † (16 de febrero de 1981-4 de agosto de 1999 retirado)
- Bruno Pedron, S.D.B. † (4 de agosto de 1999-11 de abril de 2007 nombrado obispo de Ji-Paraná)
- Jorge Alves Bezerra, S.S.S., (21 de mayo de 2008-7 de noviembre de 2012 nombrado obispo de Paracatu)
- João Gilberto de Moura, desde el 3 de julio de 2013